# Method Man
Method Man, właśc. Clifford Smith, znany też jako Mef (ur. 2 marca 1971 w Staten Island, Nowy Jork) – amerykański raper i aktor.

## Życiorys
Method Man razem z kolegami ze Staten Island założył Wu-Tang Clan. Pierwsze nagrania powstawały w domu RZA. Każdy z nich musiał zapłacić sto dolarów, by móc znaleźć się w studiu. „Method Man” − utwór, który Mef wykonuje solo − stał się ogromnym hitem i przez wiele tygodni znajdował się na szczytach amerykańskich list przebojów. Zaraz potem Mef podpisał kontrakt z Def Jam Records. W 1994 r. wydał solowy album, Tical, który sprzedał się w ponad milionowym nakładzie i szybko osiągnął miano platyny. Za piosenkę „All I Need”, którą nagrał z Mary J. Blige dostał nagrodę Grammy.
Następnie Mef nawiązał współpracę ze swoim kuzynem − Redmanem, w wyniku której powstał krążek Blackout! (1999 r.) W 1998 r. Meth wydał swój drugi album zatytułowany Tical 2000: Judgement Day, który ukazał się w sklepach po wielokrotnym przesuwaniu premiery. Znajduje się na niej aż 28 utworów (nie tak jak na Tical − 43 minuty), choć większość z nich to „skity” lub „intra”. Głównym producentem krążka jest Meth, jednak wiele utworów zostało wyprodukowane przez RZA i jego Wu-Elements, jest nawet Prince Paul. Na płycie oprócz występów innych MC z Wu, występują też goście, jak np.: Left Eye, Ed Lover, Chris Rock, Janet Jackson, Star & Polite, D’Angelo, Redman.
Rok później ukazuje się kolejna płyta, mianowicie zbiór dotychczasowych utworów Clifforda zremiksowanych przez takie ikony muzyki jak The Prodigy („Release Yo' Delf”), Tricky („Judgement Day”) czy Erick Sermon („How High”). Kolejnym, długo oczekiwanym, krążkiem był Tical 0: The Prequel. Płyta jest inna niż dotychczasowe solowe projekty Method Mana, produkcją zajęli się m.in. P.Diddy i Missy Elliott. Na płycie można usłyszeć także Streetlife’a (nazywanego podopiecznym Mefa), Busta Rhymes, Redmana, Snoop Dogga, a nawet Ludacrisa. Nad efektem końcowym nie jest zadowolony sam Iron Lung. W 2006 roku wychodzi płyta 4:21... The Day After. Nazwa wzięła się od światowego dnia palenia marihuany (20 kwietnia) − 21 kwietnia − dzień po. Na krążku słyszymy niezadowolenie Mefa z wielkiej krytyki jego ostatniej płyty Tical 0: The Prequel. Wiele osób, a nawet sam Mef, potwierdzają jego przynależność do gangu Gangster Disciples w młodości.

## Filmy
Method udziela się także w świecie filmu. Na koncie ma parę filmów, m.in.: How High (gdzie występuje z Redmanem), Soul Plane (komedia, gdzie gra m.in. Snoop Dogg), Belly (możemy w nim zobaczyć także Nasa i DMX-a), Cop Land, My Baby’s Daddy, Meet the Spartans, Straszny film 3 (z Redmanem epizodycznie jako gangsterzy) i wiele, wiele innych. Oprócz tego podkładał głos pod swoją postać w grze Def Jam: Fight for NY.
Gościnnie wystąpił również w serialu Burn Notice − w odcinku 02x06 − Bad Blood. Zagrał też w kilku odcinkach popularnego serialu CSI: LV jako Drops.

## Dyskografia
Studyjne
- Tical (1994)
- Tical 2000: Judgement Day (1998)
- Tical 0: The Prequel (2004)
- 4:21... The Day After (2006)
- The Meth Lab (2015)
- Meth Lab Season 2: The Lithium (2018)
- Meth Lab Season 3: The Rehab (2022)

Kolaboracyjne
- Blackout! (jako Method Man & Redman) (1999)
- Blackout! 2 (jako Method Man & Redman), (2009)
- Wu-Massacre (jako Meth, Ghost & Rae) (2010)

## Filmografia
Scenarzysta
- Stung (2002)

Kompozytor
- Show (The Show, 1995)
- Zbyt blisko wroga (In Too Deep, 1999)
- Backstage. Za kulisami (Backstage, 2000)
- Superzioło (How High, 2001)
- Uliczne sny (Street Dreams, 2002)
- 8 Mila (8 Mile, 2002)
- Płatne w całości (Paid in Full, 2002)

Aktor
- Show (The Show, 1995) jako on sam
- Wielka biała pięść (The Great White Hype, 1996) jako on sam
- Rhyme & Reason (1997) jako on sam
- Cop Land (1997) jako Shondel
- Paragraf 187 (One Eight Seven, 1997) jako Nożownik
- Belly (1998) jako Shameek
- Czarne i białe (Black and White, 1999) jako on sam
- Backstage. Za kulisami (Backstage, 2000) jako on sam
- Boricua's Bond (2000)
- Superzioło (How High, 2001) jako Silas
- Gimnazjum Volcano (Whasango, 2001) jako pan Ma
- Uliczne sny (Street Dreams, 2002) jako on sam
- Prawo Ulicy (The Wire (TV Series), 2002–2008) jako Cheese Wagstaff
- Brown Sugar (2002) jako on sam
- Stung (2002) jako prowadzący
- Straszny film 3 (Scary Movie 3, 2003) jako on sam
- Powrót do Garden State (Garden State, 2004) jako Diego
- Soul Plane: Wysokie loty (Soul Plane, 2004) jako Muggsy
- Ojciec mojego dziecka (My Baby’s Daddy, 2004)
- Beef 2 (2004) jako on sam
- Method & Red (2004) jako Method Man
- Venom (2005) jako deputowany Turner
- Piekielne sąsiedztwo (Hood of Horror, 2006) jako on sam
- Poznaj moich Spartan (Meet the Spartans, 2008) jako perski emisariusz
- The Wackness (2008) jako Percy
- Strife  (2009) jako Nathan
- Grzesznicy i święci (2010) jako Weddo
- The Mortician (2011) jako Mortician
- Paterson (2016) jako on sam

## Koncerty w Polsce
- 11 i 12 marca 2007 (dwa koncerty), Warszawa, klub The Fresh[2]
- 19 lipca 2007, Warszawa, Klub „Stodoła”
- 31 marca 2010, Warszawa, Klub „Stodoła”
- 20 listopada 2010, Warszawa, Klub „Stodoła”
- 1 marca 2014, Bielsko-Biała, Hala Widowiskowo-Sportowa